# Брзак
Брзак (мак. Брзак) — село у Північній Македонії, входить до складу общини Куманово Північно-Східного регіону.
Населення — 104 особи (перепис 2002).